# Saab 18
Il Saab 18 era un monoplano svedese, da bombardamento e ricognizione, degli anni quaranta.
Dalle linee somiglianti a quelle del tedesco Dornier Do 217, venne impiegato in prima linea fino al 1959 quando venne rimpiazzato con i Saab 29 Tunnan.

## Storia

### Sviluppo
Sebbene il progetto nascesse nella seconda metà degli anni trenta, in base ad una richiesta delle autorità svedesi per un ricognitore, il primo volo del prototipo del Saab 18 ebbe luogo solamente il 19 giugno 1942, poiché le specifiche della richiesta stessa furono oggetto di variazione.
All'atto pratico i primi due prototipi del velivolo, denominati Saab 18A, vennero completati rispettivamente come bombardiere leggero e bombardiere in picchiata.
Malgrado le prime risultanze dei collaudi avessero evidenziato una sostanziale insufficienza nella potenza erogata dai propulsori (inizialmente due radiali Pratt & Whitney R-1830), poiché non era all'epoca possibile dotare il velivolo di motori di maggior potenza, venne comunque dato inizio alla produzione di due versioni (una da bombardamento ed una da ricognizione).
Solo due anni dopo, mentre i primi velivoli entravano in servizio con la Svenska Flygvapnet, si resero disponibili motori Daimler-Benz DB 605B prodotti su licenza in Svezia, potendo quindi porre rimedio alle carenze evidenziate: il 10 giugno 1944, venne fatto volare il primo prototipo della versione "B" al quale fecero presto seguito gli esemplari di serie.
La produzione proseguì fino al 1948, mentre gli ultimi Saab 18 vennero radiati nel 1959.

### Impiego operativo
Le prime due versioni del Saab 18 entrarono in servizio a partire dall'estate del 1944, nei rispettivi compiti di bombardiere e ricognitore, mentre l'ultima versione (impiegata per compiti di attacco al suolo) entrò in servizio nel 1945.
In ragione della neutralità svedese nel corso della seconda guerra mondiale, i Saab 18 non vennero mai impiegati in combattimento.

## Descrizione tecnica

### Struttura
Il Saab 18 era un monoplano ad ala media, con struttura interamente metallica. Il carrello era di tipo triciclo posteriore con le gambe anteriori completamente retrattili all'interno delle gondole dei motori che, a loro volta, erano alloggiate in ciascuna delle semiali. I piani di coda sostenevano impennaggi bideriva.
L'equipaggio (2 o 3 persone, a seconda delle versioni) era ospitato in una cabina ad ampia vetratura, al fine di agevolare i compiti del bombardiere/navigatore.

### Motore

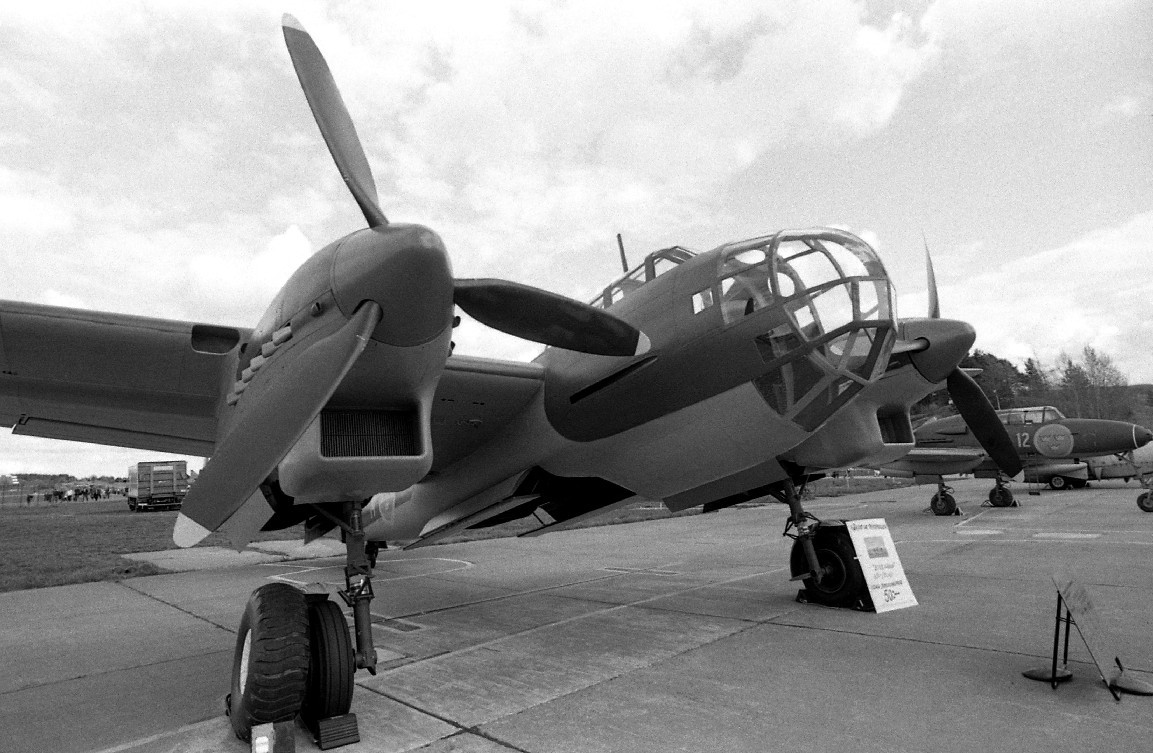
Ancora il Saab B18B esposto al Flygvapenmuseum di Linköping (Svezia); in primo piano il motore DB605B.

Due furono le motorizzazioni impiegate nel corso della vita operativa del Saab 18: la versione "A" era provvista di motori Pratt & Whitney R-1830 (radiale a 14 cilindri dalla potenza di 1 080 cv), mentre la versione "B" montava i 12 cilindri a V invertita Daimler-Benz DB 605B. Entrambe le unità motrici erano prodotte in Svezia, su licenza delle rispettive case costruttrici.

### Armamento
Indipendentemente dalla motorizzazione, i Saab 18 nella configurazione da bombardamento potevano essere equipaggiati con carichi di caduta per un massimo di 1 500 kg, stivati all'interno della fusoliera. Nelle versioni da ricognizione la stiva era occupata dagli apparecchi fotografici.
L'armamento difensivo consisteva di tre mitragliatrici di cui due da 7,9 mm ed una da 13,2 mm.
L'ultima versione di produzione ("T 18B") montava due cannoni da 20 mm ed un cannone Bofors L50 da 57 mm, piazzato in un'apposita gondola sotto la parte anteriore della fusoliera.

## Versioni
- Saab 18A: con motori Pratt & Whitney Twin Wasp; 2 prototipi e 60 esemplari complessivi;
  - B18A: bombardiere leggero;
  - S18A: ricognitore;
- Saab 18B: con motori Daimler-Benz DB 605B; 1 prototipo e 182 esemplari complessivi;
  - B18B: bombardiere in picchiata (120);
  - T18B: concepito come aerosilurante, venne realizzato come aereo per l'attacco al suolo (62).

## Utilizzatori
Svezia
- Svenska Flygvapnet